# Galictis vittata
El grisón mayor (Galictis vittata), o simplemente grisón o huroncito, es una especie de mustélido nativa del sur de México, América Central y América del Sur.

## Características
El grisón mayor es un animal delgado con patas cortas, un cuello largo, y una cola corta y tupida. Son similares en apariencia al estrechamente relacionado grisón menor, del cual se distinguen fácilmente por su mayor tamaño, con una longitud cabeza-cuerpo que varía de 45 a 60 centímetros (18 a 24 pulgadas). Los adultos pesan entre 1,5 y 3,8 kilogramos (3,3 y 8,4 libras) en la naturaleza, pero pueden llegar a ser más grandes cuando se crían en cautiverio.
El dorso, los flancos, la parte superior de la cabeza y la cola son de color gris entrecano, mientras que el resto del cuerpo es mucho más oscuro y, por lo general, de color negro sólido. Una estrecha franja blanquecina separa el pelaje más oscuro y más claro en la cabeza y el hombro, pero no más atrás, donde los dos colores pueden, en algunos individuos, confundirse entre sí. La cola mide de 14 a 20 centímetros (5,5 a 7,9 pulgadas) de largo y está cubierta de un pelo tupido de color similar al del lomo del animal. La cabeza es aplanada y ancha, con orejas cortas y redondeadas y ojos de color marrón oscuro a negro. Las piernas son musculosas, con cinco dedos palmeados, cada uno de los cuales termina en una garra curva y afilada.

## Reproducción
El periodo de gestación es de 39 días, luego de los cuales nace una camada de 1 a 4 crías. Los nacimientos han sido registrados en marzo, agosto, septiembre y octubre, pero algunos en mayo o junio. El peso de una cría hembra neonata fue menor a 50 g, estaba cubierta por pelo corto y tenía los ojos cerrados. Después de dos semanas abren los ojos y a las tres semanas puede comer carne. El crecimiento total fue alcanzado a los 4 meses de edad. En individuos en cautiverio (3 machos), los testículos descendieron a los 4 meses de edad.

## Comportamiento
Emmons y Feer (1999) indican que tiene una actividad principalmente nocturna, con alguna actividad durante la mañana. Por el contrario, Yensen y Tarifa (2003) mencionan que su actividad sería principalmente diurna, pero ocasionalmente activo en la noche. Diversos estudios respaldan lo anteriormente mencionado, así un macho en cautiverio desde Ecuador fue 100% diurno, con un periodo de descanso al medio día. Desde Panamá, tres individuos fueron muy activos al inicio de la mañana y final de la tarde, con un periodo de descanso por 4-5 horas alrededor del medio día. En el Perú, se le observó en Cocha Cashu alimentándose durante el día. En Venezuela, un individuo con radiocollar fue activo por 10-12 horas por día, mayormente en la noche (77.1% del tiempo); todos los avistamientos fueron durante el día (06:00-11:25 h). Continuando con su historia natural, Yensen y Tarifa (2003) indican que sus sitios de descanso se encuentran bajo las raíces de los árboles o en troncos huecos y también usa madrigueras en el suelo o cavidades rocosas. Es una especie principalmente terrestre, pero también es un excelente nadador (Emmons y Feer, 1999; Yensen y Tarifa, 2003). Son mayormente solitarios, pero ocasionalmente viajan en parejas o en pequeños grupos, además el ámbito de hogar para una hembra en Venezuela fue estimado en 4.2 km², con una distancia recorrida por día de 2-3 kilómetros.

## Alimentación
Caza a cualquier hora roedores y otros mamíferos pequeños, reptiles, anfibios y aves. También se alimenta de frutos.
El conocimiento de su dieta es muy pobre, está basado en algunas observaciones y el análisis de pocas muestras de contenidos estomacales. En Perú fue observado comiendo un pez carácido. En Venezuela, el contenido estomacal mostró que su dieta incluye roedores diurnos, lagartijas, tórtolas, peces, zarigüeyas y anfibios. En Panamá fue observado persiguiendo un agutí (Dasyprocta punctata) a las 8:15 horas y otro agutí fue atacado en el río al medio día. En el noreste de Brasil caza roedores caviomorfos desde sus madrigueras (Kerodon y Galea). En Pará, Brasil, se observó un grisón llevar en sus fauces a un sapo de caña (Bufo marinus), aparentemente no se veía afectado por las toxinas del sapo. Otras observaciones de animales depredados por el grisón incluyen los lagartos overos en Brasil, una culebra arroyera de cola negra en México, una iguana verde y un sapo de caña mesoamericano en Costa Rica, una culebrilla verde en Perú, y al menos un registro de una paca común adulta en Costa Rica. También se ha registrado el ataque de pollos domésticos en zonas rurales. Caza solo, en pares o en pequeños grupos familiares.

## Distribución y hábitat
Los grandes grisones son nativos de América Central y del Sur, que van desde el sur de México en el norte, al centro de Brasil, Perú y Bolivia en el sur. Habitan una amplia gama de hábitats de bosques y cerrados, y generalmente se les ve cerca de ríos y arroyos. Por lo general, se encuentran en elevaciones por debajo de los 500 metros (1.600 pies), pero pueden encontrarse hasta 2.000 metros (6.600 pies) en algunas partes de los Andes bolivianos. En algunas regiones, también se pueden encontrar en áreas cultivadas, como plantaciones y arrozales. Se reconocen cuatro subespecies vivientes y un fósil:
- Galictis vittata vittata – norte de América del Sur
- Galictis vittata andina – Perú y Bolivia
- Galictis vittata brasiliensis – Brasil
- Galictis vittata canaster – Centroamérica y sur de México
- † Galictis vittata fossilis – Pleistoceno, Brasil